# Jura Books

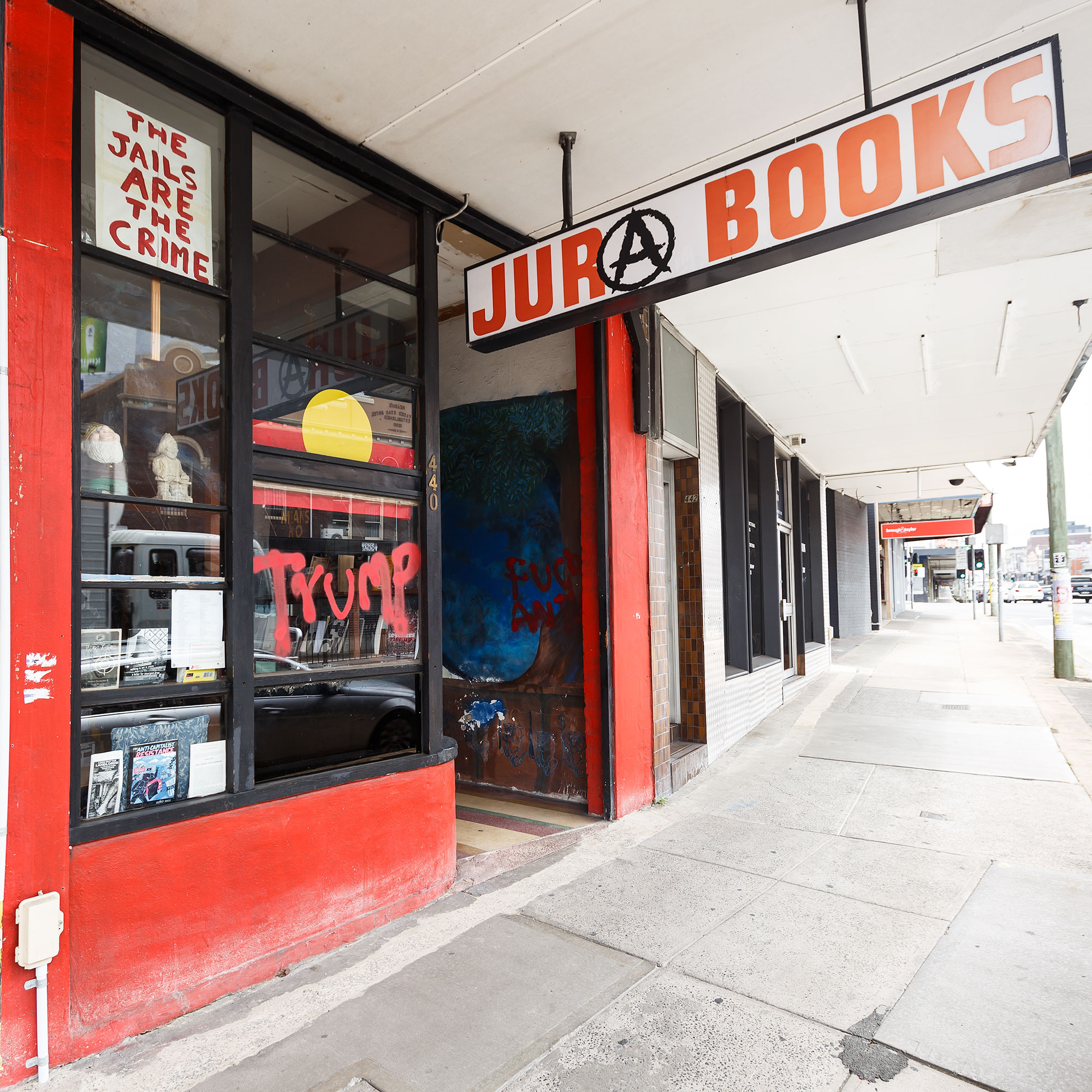
Jura Books

Jura Books es una librería anarquista socialista y un infoshop localizado en Sídney, Australia. Fue nombrada así en homenaje a la Federación del Jura. Funciona desde agosto de 1977, primero en King Street, Newtown, antes de mudarse a Petersham. Anarchist Resourses Incorporated, un colectivo sin fines de lucro, maneja la tienda de libros, que incluye además espacio de reuniones y una colección bibliotecaria hecha de donaciones, The Fanya Baron Library, nombrada en así en honor a la anarquista rusa Fanya Baron.
Australian Ethical Investment (Inversión Ética Australiana) toma a Jura Books como ejemplo de la práctica de inversiones socialmente responsables, afirmando que Jura es "una fuente importante en Australia de un amplio rango de libros en venta de interés educativo y comunitario que incluyen temas como sindicalismo, derechos de la mujer, medio ambiente, permacultura, temas de los pueblos indígenas, poesía y revolución no violenta".
A través de los varios años de funcionamiento Jura ha construido una colección de más de 4500 carteles australianos e internacionales, de la que se piensa es una de las más grandes y más completas colecciones de afiches políticos que se conoce existen en Australia. En 2003 una selección de más de 100 afiches políticos provenientes de la década de 1960s hasta finales de los 1980s fueron exhibidos en Jura Books. Jura Books también es usada para realizar reuniones comunitarias y charlas. Los integrantes del colectivo han estado envueltos en la organización de importantes conferencias en Sídney como han sido Control Obrero, 1984 y Control Social, o la conferencia Visiones de Libertad en 1995 con Noam Chomsky como panelista principal. 